# Herbert Ihlefeld
Herbert "Ihle" Ihlefeld (1er juin 1914 - 8 août 1995) est un des plus grands pilotes de chasse de la Luftwaffe. Il figure à juste titre au côté des pilotes dite de la première heure. Cité à l'ordre de l'armée à six reprises et titulaire de 132 victoires, il commença sa carrière opérationnelle en Espagne et survécut à d'innombrables combats jusqu'à la fin de la Seconde Guerre mondiale.

## Les débuts
Initialement dans l'infanterie à ses 19 ans, Herbert Ihlefeld passe finalement dans la Luftwaffe encore secrète en tant que mécanicien. En janvier 1935, il entre dans le programme de formation de pilote de chasse. Il fait finalement ses premières armes durant la guerre civile espagnole en 1937 en tant que sous-officier pilote à la 2./JGr 88. Il s'y révèle un des plus prometteurs pilotes allemands et quand il retourne au pays en juillet 1938, il avait descendu un total de 9 avions républicains, ce qui lui valut non seulement le statut d'as, mais aussi une promotion directe au grade de Leutnant pour bravoure au combat.
Un mois plus tard, il est affecté au Stab du I./LG 2, une unité de formation de pilotes, en réalité un groupe pleinement opérationnel. En 1939, il fait partie de l'escadron de vol acrobatique allemand. Quand la Seconde Guerre mondiale le  1er septembre 1939, Ihlefeld prend part à plusieurs missions durant l'invasion de la Pologne.

## Front Ouest (1939 à 1941)
Le 29 mai 1940, il remporte sa première victoire de la guerre en pleine bataille de France sur un chasseur français MS 406. Le 30 juin, il descend deux avions britanniques. Nommé tour à tour Staffelkapitän de la 2./LG 2, puis Kommandeur du I./LG 2 le 30 août en pleine Bataille d'Angleterre, l'Oberleutnant Ihlefeld se montre une fois encore un adversaire implacable. À la fin de l'année, il possède 25 victoires dont 14 remportées rien qu'en septembre récompensées le 13 par la croix de chevalier de la croix de fer. Le 1er octobre, il devient aussi Hauptmann.
Jusqu'en mars 1941, il accroît encore son score de 10 victoires. Le groupe participe ensuite à la campagne des Balkans. Au premier jour de l'offensive le 6 avril 1941, Ihlefeld est abattu par la DCA serbe et fait prisonnier. Interrogé et torturé, il est sauvé du peloton d'exécution huit jours plus tard grâce à l'avance des troupes allemandes. Après avoir récupéré en Allemagne, il reprend sa place à la tête du groupe et descend un Hurricane le 16 mai au-dessus de la Crète.

## Campagne de Russie
La LG 2 participe ensuite en juin à la campagne de Russie. Ihlefeld va rapidement augmenter son nombre de victoires face à un adversaire mal équipé. Le 27 juillet, il reçoit les feuilles de chêne après sa 40e victoire et termine l'année 1941 avec une soixantaine de victoires. Le  6 janvier 1942, le I./LG 2 devient I./JG 77. Mars et avril sont les mois les plus prolifiques avec 38 victoires au total, le Hauptmann Ihlefeld devenant le 5e pilote de la Luftwaffe à atteindre la barre des 100 victoires le 22 avril. Il est alors décoré des épées mais se voit également interdit de vol.
Il laisse son commandement à Heinrich Bär le 11 avril. Le  11 mai 1942, Ihlefeld est transféré au Stab de la JG 51 où il suit une formation de Kommodore substitutif.  Le 22 juin, il est nommé Kommodore de la célèbre JG 52, escadre qui deviendra la plus titrée de l'histoire. Comme Ihlefeld était interdit de vol par Hitler, il n'a obtenu aucune victoire durant cette période. Un mois plus tard, alors qu'il survole le front à bord d'un Fieseler Fi 156 de reconnaissance, il est descendu par un chasseur russe et sérieusement blessé.

## Défense du Reich
Remis de ses blessures en 1943, il prend en charge début juillet l'école de chasse JG 103 jusqu'au 20 juillet. Dès le lendemain sont mis en place deux groupes de chasse baptisés JGr 25 et JGr 50 afin de lutter contre les bimoteurs ultra rapides Mosquito de la RAF. L'idée était de booster au maximum des chasseurs Bf 109 et FW 190 afin de leur donner les performances nécessaires à l'interception de ces bombardiers. L'Oberstleutnant Herbert Ihlefeld prend les rênes du JGr 25, tandis que le Major Hermann Graf prend en charge le JGr 50. Bien que quelques victoires furent enregistrés par ces deux groupes, Ihlefeld remportant lui-même une victoire sur un P-38 le 13 novembre, les succès tant attendus ne furent pas au rendez-vous et les deux unités furent dissoutes à la fin de l'année.
Ihlefeld occupe ensuite différents postes d'état-major. Il est notamment transféré au Stab de la 30e Jagddivision début décembre où il occupe essentiellement des fonctions bureaucratiques. Le 1er mai lui est confiée la JG 11 pendant quelques jours seulement, car le 20, il devient Kommodore de la JG 1 après la mort de Walter Oesau. Engagé dans la défense du Reich, la JG 1 tout comme la JG 11 se bat contre les quadrimoteurs lourds américains et leur escorte musclée. Ihlefeld retrouve ainsi le combat. Il descend deux B-17 le 8 mai 1944.

## Normandie
Le 6 juin 1944 débute la bataille de Normandie. Toute la JG 1 est alors transféré sur ce nouveau front. En plus de son escadre, Ihlefeld coordonne également les I./JG 5 et II./JG 11. L'as allemand ne se contente pas pour autant de commander au sol et participe pleinement aux combats lors du second tour d'opération sur ce front. Ainsi, il se défait de trois Spitfire en trois minutes le 12 juillet puis de deux autres chasseurs deux jours plus tard. Le 18, il descend un P-38 puis le 25, un Lancaster et un Spitfire en fin de soirée. Le surlendemain, il revendique un P-51 puis un autre avion de ce type le 1er août. Ses 10 victoires en Normandie le placent parmi les meilleurs pilotes allemands sur ce front.

## Derniers jours de combat
Le 1er janvier 1945, la Luftwaffe lance sa dernière offensive, l'Opération Bodenplatte qui consiste à envoyer des chasseurs Bf 109 et FW 190 pour neutraliser les forces aériennes alliées au sol au nord-ouest de l'Europe. Ce plan de Hitler s'avéra parfaitement inutile, les Allemands subiront de lourdes pertes en avions mais surtout en pilotes. L'Ihlefeld participe à l'opération comme toute la JG 1 mais plusieurs de ses chasseurs sont pris sous le feu de la DCA allemande (non prévenue de la mission) avant même d'avoir pu débuter l'attaque. Ihlefeld est lui-même durement touché et contraint d'effectuer un atterrissage forcé, heureusement pour lui derrière ses lignes, évitant ainsi la capture. D'autres n'auront pas la même chance et le Kommodore JG 1 aura à déplorer 25 pilotes tués ou capturés, soit environ un tiers des effectifs engagés.
Dans les dernières semaines de la guerre, Ihlefeld désormais Oberst s'implique dans la conversion de son unité sur le nouveau chasseur à réaction "Volksjäger" (chasseur du peuple) Heinkel He 162 "Salamander". Bien que le projet soit audacieux (plusieurs centaines pouvaient être construits en peu de temps), cet appareil ne connut qu'une carrière éphémère, principalement dû à la pénurie de carburant récurrente à ce stade de la guerre. Seul le I./JG 1 sera déclaré opérationnel mais aucune victoire officielle ne sera confirmée. Quand les troupes britanniques arrivèrent à Leck moins de dix jours après l'armistice, Ihlefeld les attendait en uniforme avec les autres membres de la JG 1 au côté d'une trentaine de "Salamander" alignés au sol.
L'Oberst Herbert Ihlefeld achève ainsi une carrière bien remplie. Il aura effectué plus de 1 000 missions et remporté 123 victoires au cours de la guerre, sans compter les 9 acquises en Espagne. Après sa libération, Ihlefeld commença une carrière dans le privé et ne retourna pas dans l'armée, même après la formation de la nouvelle Armée de l'air de l'Allemagne Occidentale dans les années 1950.
Herbert Ihlefeld est décédé le  8 août 1995 à Pommern.

## Anecdote
Le groupe I./JG 77 possède une histoire singulière. Créé en mai 1939, il est rebaptisé IV./JG 51 à la fin de la Bataille d'Angleterre. Recrée à Stavanger début février 1941, il est toutefois indépendant du reste de la JG 77 et compte de nombreuses sous-unités dont la plupart seront intégrées à la nouvelle JG 5 au tout début de l'année 1942. L'appellation I./JG 77 étant à nouveau disponible, il se substitue au LG 2 de Ihlefeld et vient compléter les II./JG 77 et III./JG 77 au sein de l'escadre entière jusqu'à la fin de la guerre.